# Super Bowl XLII
Super Bowl XLII was de 42ste editie van de Super Bowl, een Americanfootballwedstrijd tussen de kampioenen van de National Football Conference en de American Football Conference waarin bepaald werd wie de kampioen werd van de National Football League voor het seizoen van 2007. Namens de NFC speelden de New York Giants en de AFC werd vertegenwoordigd door de New England Patriots. De wedstrijd werd gespeeld op 3 februari 2008.
De Patriots waren favoriet na een perfect seizoen, waarin ze alle zestien wedstrijden van de reguliere competitie wonnen, inclusief de laatste wedstrijd tegen de New York Giants, die op 29 december 2007 met 38–35 gewonnen werd.

## Play-offs
Play-offs gespeeld na het reguliere seizoen.
| Geplaatste teams | Geplaatste teams                    | Geplaatste teams                    |
| Plaats           | AFC                                 | NFC                                 |
| ---------------- | ----------------------------------- | ----------------------------------- |
| 1                | New England Patriots (Oost-winnaar) | Dallas Cowboys (Oost-winnaar)       |
| 2                | Indianapolis Colts (Zuid-winnaar)   | Green Bay Packers (Noord-winnaar)   |
| 3                | San Diego Chargers (West-winnaar)   | Seattle Seahawks (West-winnaar)     |
| 4                | Pittsburgh Steelers (Noord-winnaar) | Tampa Bay Buccaneers (Zuid-winnaar) |
| 5                | Jacksonville Jaguars                | New York Giants                     |
| 6                | Tennessee Titans                    | Washington Redskins                 |

|  | Wildcard Play-offs            | Wildcard Play-offs            |                           |                        | Divisional Play-offs      | Divisional Play-offs      |                                       |                                       | NFC & AFC Championships | NFC & AFC Championships |  |  | Super Bowl XLII | Super Bowl XLII |
|  |                               |                               |                           |                        |                           |                           |                                       |                                       |                         |                         |  |  |                 |                 |
|  | Heinz Field, 5 jan.           | Heinz Field, 5 jan.           |                           |                        | Gillette Stadium, 12 jan. | Gillette Stadium, 12 jan. |                                       |                                       |                         |                         |  |  |                 |                 |
|  | Heinz Field, 5 jan.           | Heinz Field, 5 jan.           | Gillette Stadium, 20 jan. |                        | Gillette Stadium, 12 jan. | Gillette Stadium, 12 jan. |                                       |                                       |                         |                         |  |  |                 |                 |
|  | Heinz Field, 5 jan.           | Heinz Field, 5 jan.           | New England Patriots      | 31                     |                           |                           |                                       |                                       |                         |                         |  |  |                 |                 |
|  | Pittsburgh Steelers           | 29                            | New England Patriots      | 31                     |                           |                           |                                       |                                       |                         |                         |  |  |                 |                 |
|  | Pittsburgh Steelers           | 29                            |                           | Jacksonville Jaguars   | 20                        |                           |                                       |                                       |                         |                         |  |  |                 |                 |
|  | Jacksonville Jaguars          | 31                            |                           | Jacksonville Jaguars   | 20                        | New England Patriots      | 21                                    |                                       |                         |                         |  |  |                 |                 |
|  | Jacksonville Jaguars          | 31                            | RCA Dome, 13 jan.         |                        |                           | New England Patriots      | 21                                    |                                       |                         |                         |  |  |                 |                 |
|  | Qualcomm Stadium, 6 jan.      | Qualcomm Stadium, 6 jan.      |                           | San Diego Chargers     | 12                        |                           | University of Phoenix Stadium, 3 feb. | University of Phoenix Stadium, 3 feb. |                         |                         |  |  |                 |                 |
|  | Qualcomm Stadium, 6 jan.      | Qualcomm Stadium, 6 jan.      | Indianapolis Colts        | San Diego Chargers     | 12                        | 24                        | University of Phoenix Stadium, 3 feb. | University of Phoenix Stadium, 3 feb. |                         |                         |  |  |                 |                 |
|  | San Diego Chargers            | 17                            | Indianapolis Colts        |                        |                           | 24                        | University of Phoenix Stadium, 3 feb. | University of Phoenix Stadium, 3 feb. |                         |                         |  |  |                 |                 |
|  | San Diego Chargers            | 17                            |                           | San Diego Chargers     | 28                        |                           | University of Phoenix Stadium, 3 feb. | University of Phoenix Stadium, 3 feb. |                         |                         |  |  |                 |                 |
|  | Tennessee Titans              | 6                             |                           | San Diego Chargers     | 28                        | New England Patriots      | 14                                    |                                       |                         |                         |  |  |                 |                 |
|  | Tennessee Titans              | 6                             | Lambeau Field, 12 jan.    |                        |                           | New England Patriots      | 14                                    |                                       |                         |                         |  |  |                 |                 |
|  | Qwest Field, 5 jan.           | Qwest Field, 5 jan.           | Lambeau Field, 20 jan.    | Lambeau Field, 20 jan. |                           | New York Giants           | 17                                    |                                       |                         |                         |  |  |                 |                 |
|  | Qwest Field, 5 jan.           | Qwest Field, 5 jan.           | Lambeau Field, 20 jan.    | Lambeau Field, 20 jan. | Green Bay Packers         | New York Giants           | 17                                    | 42                                    |                         |                         |  |  |                 |                 |
|  | Seattle Seahawks              | 35                            | Lambeau Field, 20 jan.    | Lambeau Field, 20 jan. | Green Bay Packers         |                           |                                       | 42                                    |                         |                         |  |  |                 |                 |
|  | Seattle Seahawks              | 35                            | Lambeau Field, 20 jan.    | Lambeau Field, 20 jan. |                           | Seattle Seahawks          | 20                                    |                                       |                         |                         |  |  |                 |                 |
|  | Washington Redskins           | 14                            |                           | Green Bay Packers      | 20                        | Seattle Seahawks          | 20                                    |                                       |                         |                         |  |  |                 |                 |
|  | Washington Redskins           | 14                            | Texas Stadium, 13 jan.    | Green Bay Packers      | 20                        |                           |                                       |                                       |                         |                         |  |  |                 |                 |
|  | Raymond James Stadium, 6 jan. | Raymond James Stadium, 6 jan. |                           | New York Giants        | 23*                       |                           |                                       |                                       |                         |                         |  |  |                 |                 |
|  | Raymond James Stadium, 6 jan. | Raymond James Stadium, 6 jan. | Dallas Cowboys            | New York Giants        | 23*                       | 17                        |                                       |                                       |                         |                         |  |  |                 |                 |
|  | Tampa Bay Buccaneers          | 14                            | Dallas Cowboys            |                        |                           | 17                        |                                       |                                       |                         |                         |  |  |                 |                 |
|  | Tampa Bay Buccaneers          | 14                            |                           | New York Giants        | 21                        |                           |                                       |                                       |                         |                         |  |  |                 |                 |
|  | New York Giants               | 24                            |                           | New York Giants        | 21                        |                           |                                       |                                       |                         |                         |  |  |                 |                 |
|  | New York Giants               | 24                            |                           |                        |                           |                           |                                       |                                       |                         |                         |  |  |                 |                 |

* Na verlenging